# Hilário Ribeiro
Hilário Ribeiro de Andrade e Silva (Porto Alegre, 1º de janeiro de 1847 — Rio de Janeiro, 1º de outubro de 1886) foi um educador e escritor brasileiro.
Filho do professor José Ribeiro de Andrade e Silva e de Emília Gonçalves de Mesquita Ribeiro, completou o ensino preparatório em Porto Alegre e seguiu para o Rio de Janeiro para cursar medicina. Por motivo de doença teve que retornar à cidade natal e abandonar a carreira, passando a dedicar-se ao magistério.
Possuía uma escola no bairro da Azenha, em Porto Alegre, onde estudou, entre outros, o padre e inventor Landell de Moura. Fundou, com o colega Apolinário Porto-Alegre, o Instituto Brasileiro. Foi também, por um curto período de tempo, professor de desenho na Escola Normal. Depois começa a escrever livros didáticos, premiados em Exposições no Rio de Janeiro e também na Exposição Universal de Paris de 1886, onde ganhou medalha de prata. Alguns tiveram grande sucesso, tendo atingido centenas de edições, como Primeiro livro de leitura, Segundo livro de leitura e Cartilha nacional para ensino simultâneo de leitura e caligrafia.
Foi membro da Sociedade Partenon Literário, colaborando intensamente em sua Revista Mensal, e autor de peças de teatro e poesias. Colaborou também com o jornal literário Álbum do Domingo.
Mudou-se depois para o Rio de Janeiro, onde é nomeado professor do Liceu de Artes e Ofícios. Abandona o cargo para outra viagem de promoção de seus livros pelo Brasil, onde deu palestras em escolas e expões suas ideias sobre educação. Durante esta temporada, no começo de 1886, junta subsídios para escrever Brasil Pittoresco, obra ilustrada sobre o país. Morre pouco depois, quando já preparava um novo livro, o Manuscripto Brazileiro. Seu nome batiza uma rua em Porto Alegre.